# Pont Rouge (Nouveau-Brunswick)
Pour les articles homonymes, voir pont Rouge (homonymie).

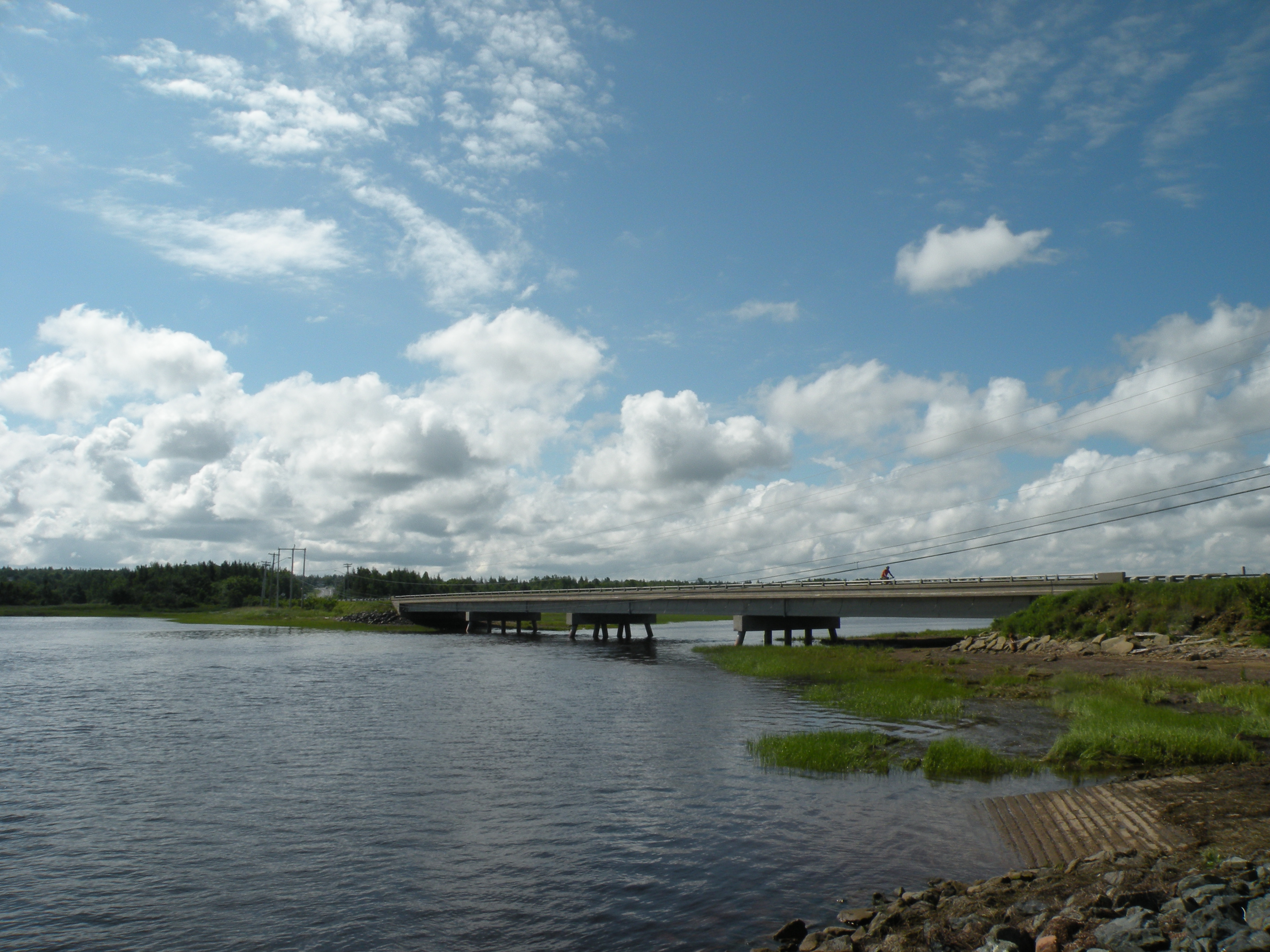
Le pont Rouge

Le pont Rouge est situé à Rivière-du-Nord, au Nouveau-Brunswick (Canada). Il est le pont le plus en aval de la rivière Caraquet et il est traversé par la route 11. Il se pourrait que son nom provienne du fait qu’il fut construit sous un gouvernement libéral. Le nom Pont-Rouge désigne parfois le hameau au nord du pont ; il y a ainsi déjà eu une auberge portant ce nom. Un débarcadère y a été aménagé en 2006, comprenant un quai, une rampe de mise à l’eau et trois aires de repos. Il permet d’observer les marais de l’embouchure de la rivière, abritant des espèces rares telles que le pygargue à tête blanche et le satyre fauve des Maritimes.